# Hande Yener
Hande Yener, född 12 januari 1973 i Istanbul, Turkiet, är en turkisk sångare, låtskrivare och musikproducent.

## Diskografi

### Studioalbum
- 2000: Senden İbaret
- 2002: Sen Yoluna... Ben Yoluma
- 2004: Aşk Kadın Ruhundan Anlamıyor
- 2006: Apayrı
- 2007: Nasıl Delirdim?
- 2008: Hipnoz
- 2009: Hayrola?
- 2010: Hande'ye Neler Oluyor?
- 2011: Teşekkürler

### EP
- 2001: Extra
- 2006: Hande Maxi
- 2010: Hande'yle Yaz Bitmez

### Singlar
- 2000 – "Yalanın Batsın"
- 2000 – "Bunun Adı Ayrılık"
- 2000 - "Yoksa Mani"
- 2002 – "Sen Yoluna... Ben Yoluma..."
- 2002 – "Şansın Bol Olsun"
- 2003 – "Evlilik Sandalı"
- 2003 – "Küs"
- 2004 - "Acele Etme"
- 2004 – "Kırmızı"
- 2005 – "Acı Veriyor"
- 2005 – "Armağan"
- 2005 – "Hoşgeldiniz"
- 2005 – "Bu Yüzden"
- 2006 – "Kelepçe"
- 2006 – "Aşkın Ateşi"
- 2006 – "Kim Bilebilir Aşkı"
- 2006 – "Kim Bilebilir Aşkı (New Version)"
- 2006 – "Biraz Özgürlük"
- 2007 – "Kibir"
- 2007 - "Romeo"
- 2008 - "Yalan Olmasın"
- 2008 - "1 Yerde" med Kemal Doğulu
- 2008 - "Hipnoz"
- 2009 - "Hayrola?"
- 2010 - "Sopa&Yasak Aşk"
- 2010 - "Bodrum"
- 2010 - "Uzaylı"
- 2010 - "Çöp"
- 2011 - "Atma" med Sinan Akçıl
- 2011 - "Bana Anlat"
- 2012 - "Unutulmuyor"
- 2012 - "Teşekkürler" med Sinan Akçıl
- 2012 - "Havaalanı"
- 2012 - "Rüya" med Seksendört